# Theodor Gottlieb
Theodor Gottlieb (* 8. April 1860 in Brünn; † 15. Jänner 1929 in Wien) war ein österreichischer Bibliothekar und klassischer Philologe.

## Leben
Der aus einer jüdischen Familie stammende Gottlieb studierte in Wien, Berlin und Leipzig (Promotion 1887). Nach der Bibliotheksausbildung in London und Rom wurde er 1890 Bibliothekar in der damaligen Wiener Kaiserlich Königlichen Hofbibliothek (heute Österreichische Nationalbibliothek). Zuletzt bekleidete er das Amt eines Hofrats.
Er forschte insbesondere zur Geschichte mittelalterlicher Bibliotheken – so bearbeitete er 1915 den ersten Band der Mittelalterlichen Bibliothekskataloge Österreichs – und historischen Bucheinbänden. Er gilt nach Ferdinand Geldner als „Begründer der modernen exakten Einbandforschung“.

## Schriften
- Ueber Handschriften aus Bobbio. In: Zentralblatt für Bibliothekswesen, Jg. 4, 1887, S. 442–462 (Digitalisat).